# Rhododendron xanthostephanum
Rhododendron xanthostephanum är en ljungväxtart som beskrevs av Elmer Drew Merrill. Rhododendron xanthostephanum ingår i släktet rododendron, och familjen ljungväxter. Inga underarter finns listade i Catalogue of Life.